# Барабанная дробь (фильм)
«Барабанная дробь» (англ. Drumline) — американская музыкальная комедийная драма Чарльза Стоуна III 2002 года с Ником Кэнноном в главной роли.
В 2014 году было выпущено продолжение под названием «Барабанная дробь 2: Новый бит».

## Сюжет
Талантливый барабанщик Девон из Гарлема получает стипендию на обучение в университете для чернокожих в Атланте. Этот университет готовит, в том числе и профессиональных музыкантов и гордится своим марширующим оркестром. Первое время новички имеют возможность показать свой уровень игры, а затем их в зависимости от мастерства распределяют на различные линии в оркестре. Девон единственный из первокурсников попадает сразу на первую линию. Попутно у него завязываются отношения со старшекурсницей Лайлой, которая учится на отделении танцев.
У Девона почти сразу же начинается конфликт с лидером барабанщиков Шоном. Девон ведёт себя дерзко и любит оттенять на себя внимание, хотя оркестр — это командная работа. Во время первого выступления новичков перед большой аудиторией на стадионе Шон предлагает Девону сыграть соло. Он рассчитывает, что Девон запаникует из-за волнения и совершит ошибку и тем самым уймёт своё эго. Девон, однако, хорошо справляется. Руководитель оркестра доктор Ли недоволен таким незапланированным поведением барабанщиков, но президент университета Вагнер хвалит Девона. Вагнер давно просил доктора Ли отойти от сугубо классических произведений и сыграть что-нибудь новое и исполнение Девона ему понравилось.
Шон обращает внимание, что, несмотря на свою виртуозную игру на барабанах, Девон похоже не знает нотной грамоты. На одном из занятий он предлагает Девону сыграть несложное произведение по нотам, но Девон не может этого сделать. Расстроенный таким поворотом доктор Ли задвигает Девона в конец оркестра на четвёртую линию. Президент Вагнер обращает внимание, что Девона не видно в оркестре и требует от доктора Ли вернуть его на первую линию. Оказавшись снова на первой линии, Девон затевает драку с участниками конкурирующего оркестра из другого учебного заведения. Доктор Ли вообще исключает Девона из оркестра.
К Девону обращаются представители из другого колледжа и предлагают присоединиться к ним в будущем учебном году. Девон отклоняет это предложение. Он получает от своего отца, который уже давным-давно ушёл из семьи, старые кассеты с записями барабанщиков. Девон черпает в этих записях вдохновение и придумывает интересные аранжировки, смешивая классику прошлого и современные ритмы. Несмотря на свои разногласия с Шоном, они решают объединиться ради защиты чести университета на конкурсе студенческих марширующих оркестров.
Девон помогает оркестру университета подготовиться к конкурсу. В знак признательности за его помощь доктор Ли сообщает, что Девон может вернуться в оркестр в следующем учебном году. На конкурсе студенческих оркестров судьи объявляют ничью между Университетом Атланты и Колледжем Морриса Брауна. Ради финального противостояния доктор Ли позволяет вернуться в оркестр Девону. Оркестр Университета Атланты одерживает победу.

## В ролях
- Ник Кэннон — Девон Майлз
- Зои Салдана — Лайла
- Орландо Джонс — доктор Ли
- Леонард Робертс — Шон Тейлор
- ДжиКью — Джейсон
- Джейсон Уивер — Эрнест
- Эрл Пуатье — Чарльз
- Кендес Кэри — Дидре
- Дж. Энтони Браун — мистер Уэйд
- Афемо Омилами — президент Вагнер
- Анджела Гиббс — Дороти Майлз
- Пети Пабло — играет себя
- Блю Кантрелл — играет себя

## Приём
На сайте Rotten Tomatoes рейтинг «свежести» фильма составляет 82 %, на Metacritic у фильма 63 балла из 100. При бюджете в $20 млн фильм собрал в прокате $57.6 млн.
Энтони Скотт из The New York Times посчитал фильм бодрым и очаровательным с захватывающей игрой марширующих оркестров, но со скудным и суматошным сюжетом. Кинокритик Роджер Эберт поставил фильму 3 звезды из 4. Было отмечено, что этот фильм прославляет успех чернокожих, а не романтизирует пораженчество гангстеров.